# 开尔文电桥
开尔文电桥（英語：Kelvin bridge），又稱湯姆生電橋，用来测量电阻小于1欧姆的未知电阻。其原理與惠司通電橋類似，但多了額外的微小電阻，以降低測量誤差，提升精確度。

## 原理
开尔文电桥的原理與惠司通電橋類似，但是多了額外的微小電阻，以降低測量誤差，並且提升精確度。
此種電路平衡關係式如下：
{\displaystyle {\frac {Rx}{Rs}}={\frac {R2}{R1}}+{\frac {Rpar}{Rs}}\cdot \left({\frac {R'1}{R'1+R'2+Rpar}}\right)\cdot \left({\frac {R2}{R1}}-{\frac {R'2}{R'1}}\right)}

凯尔文电桥電路圖

在應用上， R'1與R'2的比值被調整成與R1和R2的比值相等。且在多數的設計中，R1 = R'1且R2 = R'2。因此，上式最後一項變成零，整個平衡式變為：
{\displaystyle {\frac {Rx}{Rs}}={\frac {R2}{R1}}}
經整理後可得：
{\displaystyle Rx=R2\cdot {\frac {Rs}{R1}}}

## 精度

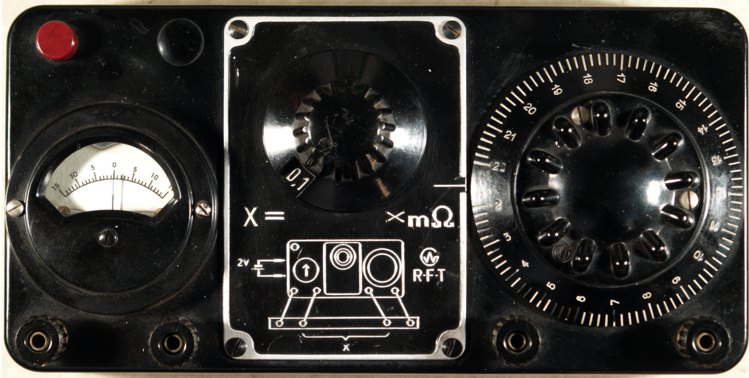
一種商業化的开尔文电桥

使用这一电桥的测量精度取决于多个因素。标准电阻Rs的精准是首要因素。
某些已商業化的此類裝置之精確度達2%，可量測0.000001欧姆到25欧姆的電阻值。